# Свети Димитър (Мариовско Търново)
Вижте пояснителната страница за други значения на Свети Димитър.
„Свети Великомъченик Димитър“ или „Свети Димитрий“ (на македонска литературна норма: „Свети Димитар“, „Свети Димитриј“) е манастир в напуснатото мариовско село Търново, Северна Македония. Местността Търново е срещу село Будимирци, в подножието на Каймакчалан. Манастирът е част от Преспанско-Пелагонийската епархия на Македонската православна църква – Охридска архиепископия и е на няколко века. Църквата е малка, с вход от западната страна и кръст, вдлъбнат над вратата. В началото на XXI век са обновени и конаците на манастира.